# Floriano Caldani
Floriano Caldani (Bologna, 14 settembre 1772 – Padova, 11 aprile 1836) è stato un anatomista italiano.
Fu uno degli scienziati italiani più in vista della sua epoca. Oltre che anatomista era anche fisiologo, anatomopatologo, naturalista ed entomologo.

## Biografia

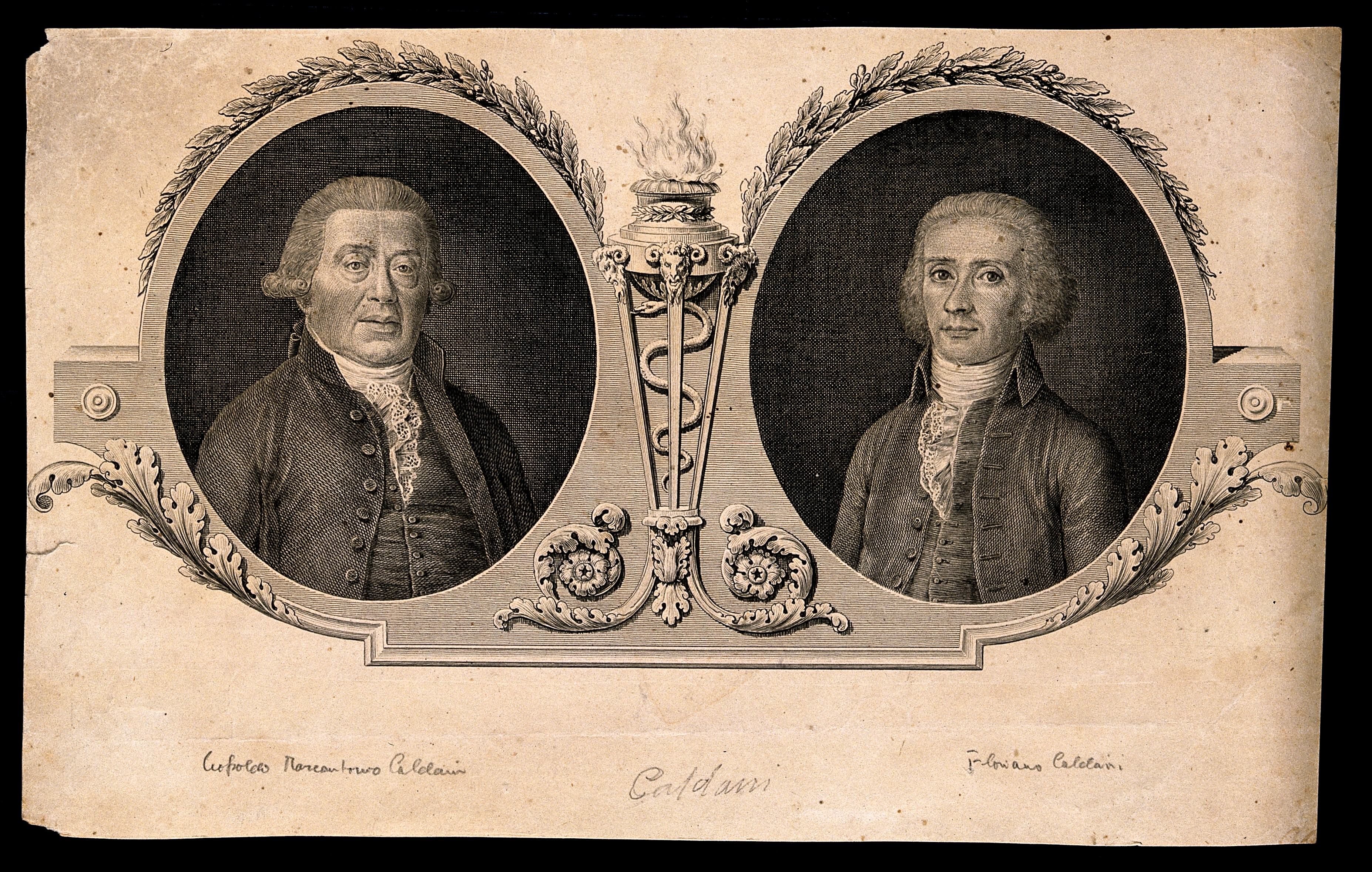
Ritratti di Leopoldo Marco Antonio Caldani e di un giovane Floriano Caldani (a destra)

Figlio dell'illustre matematico bolognese Petronio Maria Caldani, dopo gli studi primari svolti nella città natale, si laureò all'Università di Padova in medicina e filosofia nel 1792, dove fu allievo dello zio Leopoldo Marco Antonio Caldani, di cui divenne aiutante l'anno successivo.
Il 18 dicembre 1797 divenne suo assistente di anatomia e il 9 dicembre 1806 fu nominato professore, succedendo sulla cattedra di anatomia dell'ateneo patavino al celebre zio, di cui curò la biografia, pubblicata nel 1802.
Negli anni accademici 1814-1815 e 1815-1816 fu professore supplente della cattedra di fisiologia e anatomia sublime poiché il docente titolare Stefano Gallini era stato sospeso dall'insegnamento per le sue simpatie giacobine.
Stimato anche come clinico, diresse per alcuni anni l'ospedale di Padova.
Nell'anno accademico 1835-1836 fu Magnifico Rettore dell'Università.
Floriano Caldani è stato uno degli scienziati italiani più noti della sua epoca, membro delle principali accademie e società scientifiche. Era dotato di grande capacità didattica (secondo Antonio Meneghelli "mai gli fallirono l'esatezza, la chiarezza, la precisione; e, più che presentare, scolpiva nelle menti degli astanti quando andava esponendo. Chi insegna, e non ha le doti del Caldani, presta un triste servigio"). Questo lusinghiero giudizio sulle sue qualità didattiche trova conferma nelle valutazioni espresse dell'autorità governativa austriaca sulla sua persona ("bravissimo nella cattedra") e nell'opinione del suo allievo e successore Francesco Cortese che lo ricorda "chiaro nelle sue lezioni ... un po' satirico e mordace ... ma così preciso e ordinato espositore della sua materia che posso dire di non aver mai più dimenticato ciò che egli insegnava".
Tuttavia il suo pessimo carattere gli creò spesso inimicizie, antipatie e isolamento nell'ambiente accademico e scientifico. Così lo descrive infatti ancora Meneghelli: 
Venne presto dimenticato, ma probabilmente non per questo motivo. Secondo lo storico Loris Premuda, ad essere rapidamente sepolti nell'oblio furono tutti i grandi protagonisti della medicina e della scienza del Regno Lombardo-Veneto per motivazioni di carattere ideologico.
Mente eclettica, fu anche epigrafista, latinista, letterato, musicista (conosceva la teoria musicale ed era un abile clavicembalista), pittore e poeta.
Fu uno dei docenti universitari membri della loggia massonica padovana.
La sua opera più importante è il notevole atlante anatomico Icones anatomicae, creata in collaborazione con Leopoldo Marco Antonio Caldani, uno dei libri più celebri dell'iconografia anatomica di tutti i tempi, che ebbe ampia diffusione europea e gli conferì grande notorietà.
Sotto il profilo scientifico, in anatomia seguì i canoni dell'anatomia classica descrittiva, ma secondo Meneghelli non arrecò alcun significativo contributo alle conoscenze anatomiche del tempo ("la scienza non gli andò debitrice del più piccolo passo"). Questo giudizio trova conferma nelle valutazioni espresse dell'autorità governativa austriaca che - forse riportando commenti poco benevoli raccolti nell'ambiente accademico padovano - definiva il Caldani "alquanto archeologico" e, in parte, nel giudizio di Francesco Cortese, che lo descrive "ancora fisso ai precetti di suo zio e poco disposto ad ammettere i recenti progressi di questa scienza".
In sostanza gli veniva rimproverato di essere rimasto fermo alla classica anatomia macroscopica pur seguendo un indirizzo morfofunzionale e di non aver voluto aprirsi ai più recenti sviluppi dell'anatomia microscopica e della fisiologia. Questa posizione ancorata al passato sembra trovare conferma anche nella sua attiva partecipazione alla accesa controversia sull'elettricità animale, cui contribuì con ricerche originali avversando tenacemente le teorie di Luigi Galvani in difesa del principio halleriano del "fluido nerveo". Sulla sua attività di anatomopatologo e sui suoi lavori di anatomia-patologica non vi sono giudizi.
Secondo lo storico Giampietro Berti l'orientamento scientifico di Floriano Caldani era "sperimentale" e fu un sostenitore dell'uso del metodo scientifico sperimentale nelle scienze biomediche.
Nel 1795 curò la prima edizione a stampa dei celebri Aforismi medico-politici di Alessandro Knips Macoppe. Nel 1801 curò l'edizione italiana degli Elementi di chimica di Jean-Antoine Chaptal e la traduzione e l'edizione italiana del suo Trattato chimico ed economico sopra i vini.
Con Valeriano Luigi Brera e Cesare Ruggeri fu compilatore dei Nuovi Commentarj di Medicina e di Chirurgia (raccolta di articoli e memorie scientifiche di autori italiani e europei), pubblicati in 6 volumi negli anni 1818-1820.
Con Giuseppe Furlanetto e Fortunato Federici curò la pubblicazione dell'Operum epigraphicorum di Stefano Antonio Morcelli. Nel 1819 curò la pubblicazione di componimenti poetici inediti di Torquato Tasso.

### Affiliazioni accademiche
Fu membro di molte accademie e società scientifiche tra cui:
- Accademia Nazionale delle Scienze detta dei XL, dal 1803
- Accademia delle Scienze di Torino, dal 1794
- Accademia di scienze, lettere ed arti di Padova
- Accademia delle scienze dell'Istituto di Bologna, dal 1829
- Ateneo Veneto di Scienze, Lettere ed Arti

## Opere

### Opere scientifiche

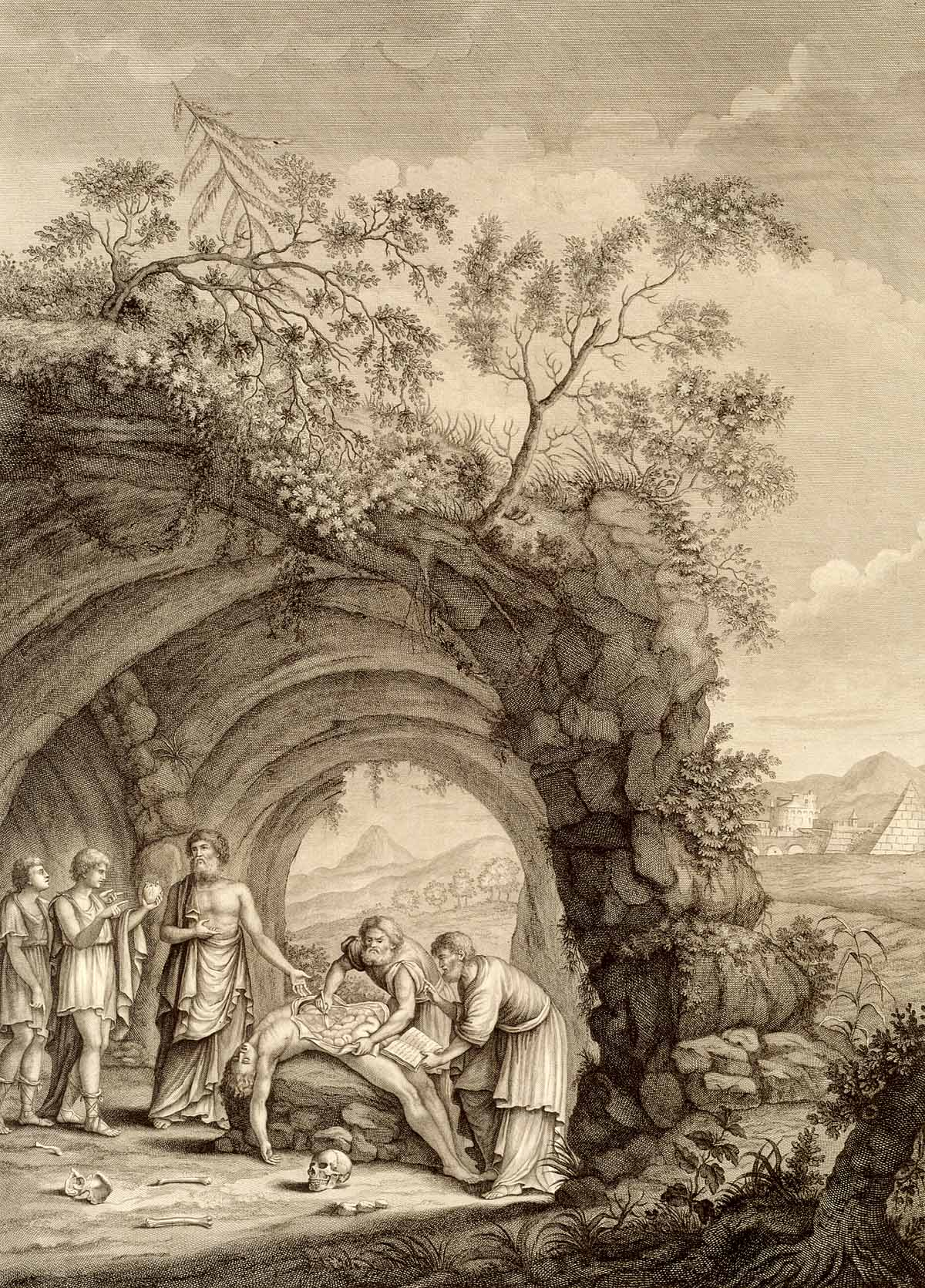
Illustrazione da Tabulae anatomicae ligamentorum corporis humani, 1803.

- Riflessioni sopra alcuni punti di un nuovo sistema de' vasi assorbenti ed esperienze sulla elettricità animale, Stamperia Penada, Padova (1792)
- Osservazioni sopra la trasformazione di un insetto e sopra le idatidi della ranocchia (1794)
- Osservazioni sulla membrana del timpano e nuove ricerche sulla elettricita animale, Stamperia Penada, Padova (1794)
- Delle fasce per uso de' bambini (1794)
- Saggio delle sperienze tentate in Padova sull'accecamento de' pipistrelli (1794)
- Lettera nella quale si esaminano alcune riflessioni circa le nuove ricerche sulla elettricita animale (1795)
- Icones anatomicae quotquot sunt celebriores ex optimis neoteoricum operibus summa diligentia deromptae et collectae ( 4 voll. + 5 di explicationes, in collaborazione con Leopoldo Marco Antonio Caldani) (1801 - 1814)
- Veridica relazione sulla malattia e morte del signor marchese Tomaso degli Obizzi (1803)
- Opuscula anatomica cum tabulis aeneis, Patavii: apud J et Fratres Penada, (1803).
- Tabulae anatomicae ligamentorum corporis humani, Venetiis: Calcographia Josephi Picotti, (1803)
- Osservazioni anatomo-patologiche, Memoria I   in:  Rendiconti Accademia Nazionale dei Quaranta, Tomo XII, parte II, pp. 1–29, (1805)

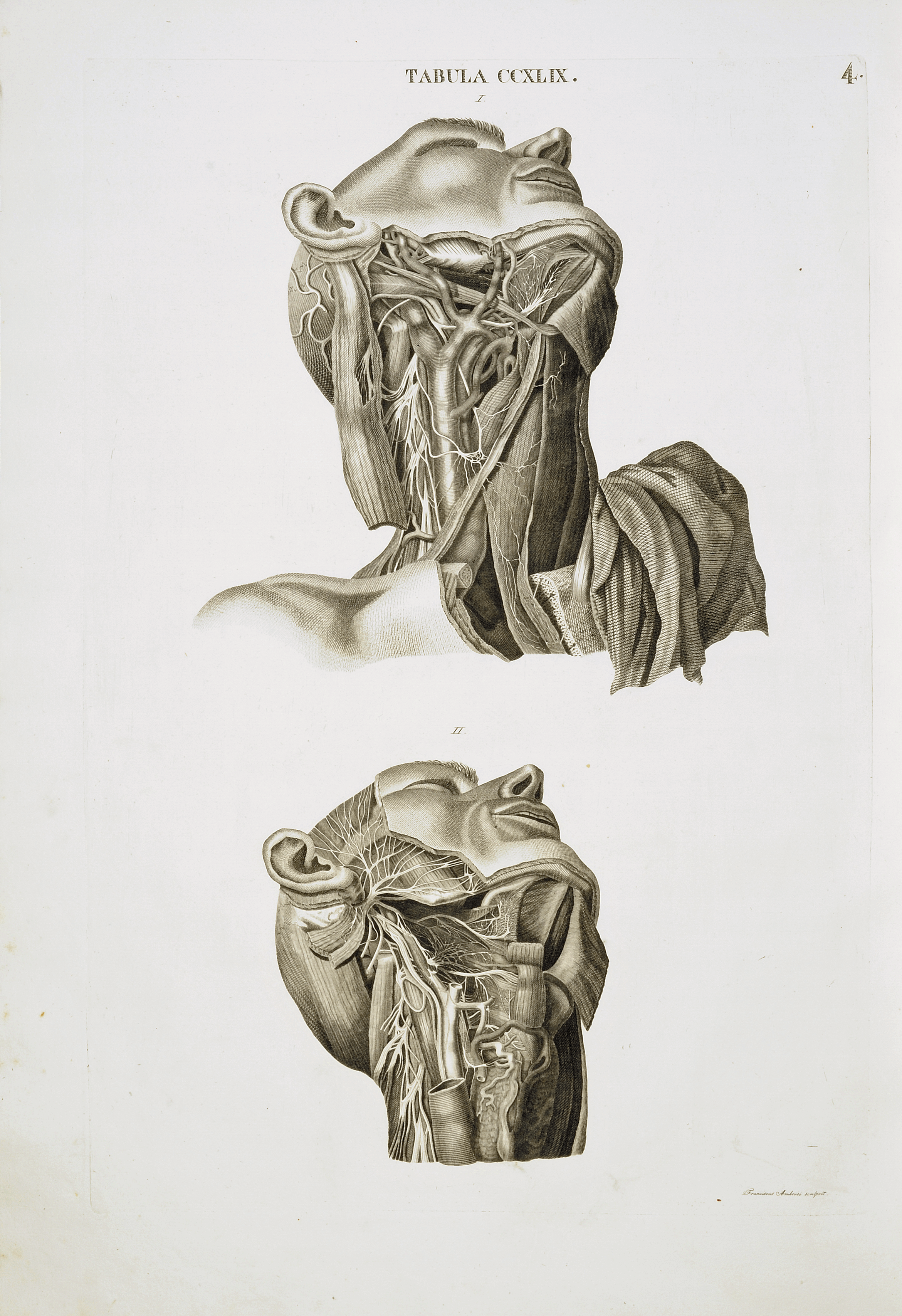
L.M.C. Caldani - F. Caldani, Icones Anatomicae Tabula CCXLIX

- Di due nuovi legamenti propri della tramezza delle narici, Società Tipografica Modena, (1806)
- Riflessioni sull'uso dell'anatomia nella pittura, Venezia (1808), ripubblicato in Francia come Reflexions sul l'Anatomie appliquée a la Peinture, accompagnées d'un avant-propos et des notes sur le meme sujet, traduction d'Henri Marcel Kuhnholz, Montpellier: Lille: L.Castel, 53 p. (1845)
- Nuove osservazioni sulle cagioni del vario colorito negli animali (1808)
- Congetture sopra l'uso della glandola timo con alcuni altri discorsi accademici, In Venezia: nella tipografia Picotti, (1808)
- De latinae linguae in anatomicis studiis praestantia et necessitate praelaectio, Bettoni (1812)
- Osservazioni anatomo-patologiche, Memoria II  in: Rendiconti Accademia Nazionale dei Quaranta, Tomo XVI, parte II, pp. 119–134, Tipografia Luigi Mainardi, Verona (1813)
- In funere cl. viri Petri Sografii in Archigymnasio Patauino chirurgiae professoris oratiuncula habita in templo D. Antonii in kal. iun., Patavii: typis Valentini Crescini, (1815)
- Pro funere instaurato viri clarissimi L.M.A. Caldanii bononiensis oratiuncola habita Patavii in aede Philippi et Jacobi app. x kal. Janvar. an. 1814, Patavii: typis Seminarii, (1815)
- Sull'appendice vermiforme dell'intestino colon  in:  Nuovi Saggi della Cesareo-Regia Accademia di Scienze Lettere ed Arti di Padova, vol. I, pp. 107–116, Padova, Zanon Bettoni, (1817)
- Memoria sopra un agnello mostruoso (1822)
- Memorie intorno alla vita ed alle opere di Leopoldo Marco Antonio Caldani, Tipografia Camerale, Modena (1822)
- Nuovi elementi di anatomia ad uso delle scuole, 2 voll., pp. XX, 424 (1), 408 (2); Venezia, Picotti (1824)
- Annotationes anatomicæ de caniculo osseo cranii humani et de gangliformi connexione tertii ac sextii paris nervorum cerebri, in Nuovi Saggi della Cesareo-Regia Accademia di Scienze Lettere ed Arti di Padova, volume II, pp. 139–144,Tipografia della Minerva, (1825)
- Nuovi elementi di anatomia ad uso delle scuole, 2 voll., pp. XIII, 399 (1), 408 (2), 2ª Ed., presso Riccardo Masi, Bologna, (1827)
- Discorso funebre recitato nella chiesa di S. Maria de' Servi di Padova il giorno XV di Febbraio dell'anno MDCCCXXVIII nelle solenni esequie del Dott. Cesare Ruggeri colla descrizione della sezione anatomica del suo cadavere, Padova: coi tipi della Minerva (1828)
- Voci toscane usate dal celebre Lorenzo Bellini professore di anatomia e accademico della Crusca non registrate ne' dizionari della lingua italiana, Padova, Tipografia della Minerva,(1828)
- Della gloria dell'Università di Padova. Discorso inaugurale letto nella grand'aula della Imperiale Regia Università di Padova per l'apertura di tutti gli studi nel giorno 25 novembre 1827, Padova, Tipografia del Seminario (1828)
- De enuresi aut urinariae incontinentia. Inauguralis disceptatio quam ad summos in medicina honores obtintendos defendit (in collaborazione con B. Saleri) (1828)
- Osservazioni anatomo-patologiche, Memoria III   in:  Rendiconti Accademia Nazionale dei Quaranta, Tomo XX, parte II, pp. 627–637, (1832)
- Discorso funebre recitato nella chiesa di S. Maria del Carmine di Padova il 25 febbraio dello anno 1833, nelle solenni esequie del dr. Girolamo Melandri, Co' Tipi della Minerva (1833)

### Opere letterarie
- Antonii Musae qui Augustis Caesaris medicus fuit fragmenta quae extant, Bassani: apud Jos. Remondini et Filios, 1800
- Epigrammi di Acasto Lampeo,  Tipografia Remondini, Bassano, 1808
- Memorie sulla vita e sulle opere di G.B. Guadagnini, Padova, 1808
- Se Asclepiade medico sia giammai stato Retore come viene comunemente asserito in Memorie dell'Accadamemia di Patavina di Scienze, Lettere e Arti, pp. 412–416, Padova, Zanon Bettoni, 1809
- Discorso pronunciato nella Basilica di S. Antonio in Padova per la nascita di Sua Maestà il Re di Roma, Tipografia Zanon Bettoni, Padova, 1811
- Vita di Alvise Aldovrandi in Vita e ritratti di illustri italiani edite dal Bettoni, Padova, 1812
- Osservazioni di Floriano Caldani sopra alcune annotazioni del celebre Gio.Antonio Volpi alle Poesie di Catullo lette nella Sessione accademica dei XXV Giugno MDCCCXII  in  Nuovi Saggi della Cesareo-Regia Accademia di Scienze Lettere ed Arti di Padova, vol. I, pp. 343–348, Padova, Zanon Bettoni, 1817
- Alvise Aldovrandi in Storia delle Lettere e delle Arti in Italia, a cura di Giuseppe Rovani, I, p. 558, Milano, 1835